# فرانسیسکو پایز (شناگر)
فرانسیسکو پایز (به انگلیسی: Francisco Páez) (زادهٔ ۱۷ آوریل ۱۹۷۹) شناگر اهل ونزوئلا است.